# Syrrhopodon sullivantii
Syrrhopodon sullivantii là một loài rêu trong họ Calymperaceae. Loài này được Dozy & Molk. mô tả khoa học đầu tiên năm 1856.